# NGC 4457
NGC 4457 is een balkspiraalstelsel in het sterrenbeeld Maagd. Het hemelobject werd op 23 februari 1784 ontdekt door de Duits-Britse astronoom William Herschel.

## Synoniemen
- UGC 7609
- MCG 1-32-75
- ZWG 42.124
- VCC 1145
- IRAS 12264+0350
- PGC 41101